# Nordkoreanische Fußballnationalmannschaft/Weltmeisterschaften
Der Artikel beinhaltet eine ausführliche Darstellung der nordkoreanischen Fußballnationalmannschaft bei Weltmeisterschaften. Nordkorea nahm bisher zweimal an Fußballweltmeisterschaften teil. In der ewigen Tabelle der WM-Endrundenteilnehmer belegt Nordkorea den 58. Platz. Nordkorea ist die erste asiatische Mannschaft, die bei einer WM ein Tor erzielte, einen Punkt und ein Spiel gewann sowie die Vorrunde überstand.

## Überblick
Nordkorea nahm erstmals an der Qualifikation zur WM 1966 teil und konnte sich auf Anhieb qualifizieren, profitierte dabei aber vom Rückzug der afrikanischen Mannschaften und Südkoreas. In England konnte Nordkorea als erste asiatische Mannschaft das Viertelfinale erreichen. Bis 2010 blieb dies die einzige Endrundenteilnahme, da Nordkorea danach entweder in der Qualifikation scheiterte, nicht teilnahm oder seine Mannschaft zurückzog.
| Jahr | Gastgeberland       | Teilnahme bis …     | Letzte(r) Gegner                    | Ergebnis | Trainer        | Bemerkungen und Besonderheiten |
| ---- | ------------------- | ------------------- | ----------------------------------- | -------- | -------------- | --- |
| 1930 | Uruguay             | noch nicht existent |                                     |          |                | |
| 1934 | Italien             | noch nicht existent |                                     |          |                | |
| 1938 | Frankreich          | noch nicht existent |                                     |          |                | |
| 1950 | Brasilien           | nicht teilgenommen  |                                     |          |                | Kein FIFA-Mitglied |
| 1954 | Schweiz             | nicht teilgenommen  |                                     |          |                | Kein FIFA-Mitglied |
| 1958 | Schweden            | nicht teilgenommen  |                                     |          |                | FIFA-Mitglied erst nach Beginn der Qualifikation |
| 1962 | Chile               | nicht teilgenommen  |                                     |          |                | |
| 1966 | England             | Viertelfinale       | Portugal                            | 8.       | Myung Rye-hyun | 1:0 gegen Italien in der Vorrunde |
| 1970 | Mexiko              | disqualifiziert     |                                     |          |                | Nordkorea weigerte sich in Israel anzutreten. |
| 1974 | Deutschland         | nicht qualifiziert  |                                     |          |                | In der Qualifikation am Iran gescheitert, der sich aber ebenfalls nicht qualifizieren konnte.                                                                                              |
| 1978 | Argentinien         | zurückgezogen       |                                     |          |                | Nordkorea sollte in der Qualifikation in der 1. Runde gegen Israel, Japan und Südkorea antreten, verzichtete aber auf die Teilnahme. Alle drei konnten sich aber auch nicht qualifizieren. |
| 1982 | Spanien             | nicht qualifiziert  |                                     |          |                | In der Qualifikation an China gescheitert, das sich ebenfalls nicht qualifizieren konnte.                                                                                                  |
| 1986 | Mexiko              | nicht qualifiziert  |                                     |          |                | In der Qualifikation an Japan gescheitert, das sich aber auch nicht qualifizieren konnte.                                                                                                  |
| 1990 | Italien             | nicht qualifiziert  |                                     |          |                | In der Qualifikation in der Endrunde an Südkorea und den Vereinigten Arabischen Emiraten gescheitert.                                                                                      |
| 1994 | USA                 | nicht qualifiziert  |                                     |          |                | In der Qualifikation in der 3. Runde an Saudi-Arabien und Südkorea gescheitert. |
| 1998 | Frankreich          | nicht teilgenommen  |                                     |          |                | |
| 2002 | Südkorea/Japan      | nicht teilgenommen  |                                     |          |                | |
| 2006 | Deutschland         | nicht qualifiziert  |                                     |          |                | In der Qualifikation an Japan und dem Iran gescheitert. |
| 2010 | Südafrika           | Vorrunde            | Brasilien, Portugal, Elfenbeinküste | 32.      | Kim Jong-hun   | Nach 3 Niederlagen, davon mit 0:7 die höchste Niederlage Nordkoreas, mit der schlechtesten Tordifferenz aller Mannschaften ausgeschieden.                                                  |
| 2014 | Brasilien           | nicht qualifiziert  |                                     |          |                | In der Qualifikation in der 3. Runde an Japan und Usbekistan gescheitert. |
| 2018 | Russland            | nicht qualifiziert  |                                     |          |                | In der Qualifikation in der zweiten Runde an Usbekistan gescheitert. |
| 2022 | Katar               | zurückgezogen       |                                     |          |                | Nach zwei Siegen, zwei Remis und einer Niederlage zurückgezogen |
| 2026 | Kanada, Mexiko, USA | nicht qualifiziert  |                                     |          |                | In der Qualifikation in der dritten Runde als Gruppenletzter gescheitert. |

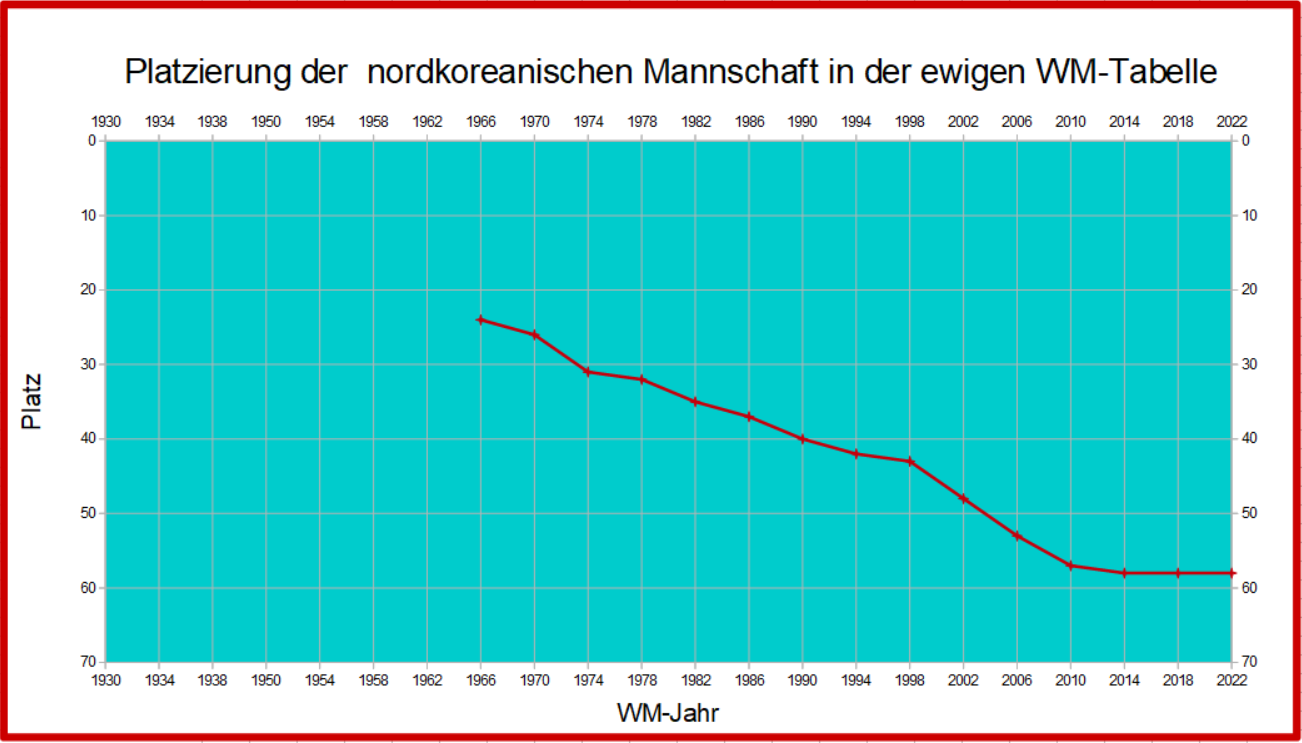
Platzierung der nordkoreanischen Mannschaft in der ewigen WM-Tabelle

Statistik (Angaben inkl. 2026: 23 Weltmeisterschaften)
- Keine Teilnahme: 10× (43,5 %; 1930, 1934, 1938, 1950, 1954, 1958, 1962, 1978, 1998, 2002)
- Zurückgezogen: 1× (4,3 %; 2022)
- Disqualifiziert: 1× (4,3 %; 1970)
- Nicht qualifiziert: 9× (39,1 %; 1974, 1982, 1986, 1990, 1994, 2006, 2014, 2018 und 2026)
- Sportliche Qualifikation: 2× (8,7 % bzw. bei 18,2 % der Versuche)
  - Viertelfinale: 1× (4,3 %; 1966)
  - Vorrunde: 1× (4,3 %; 2010)

## WM-Turniere

### Weltmeisterschaften 1930 bis 1962
Vor dem Zweiten Weltkrieg war Korea ein Teil Japans. Japan nahm an allen drei Vorkriegs-Fußballweltmeisterschaften nicht teil. Nach dem Zweiten Weltkrieg wurde die koreanische Halbinsel in eine nördliche sowjetische und südliche US-amerikanische Besatzungszone geteilt. Seit 1945 gibt es einen eigenständigen nordkoreanischen Fußballverband, der aber erst seit 1958 Mitglied in der FIFA ist, daher konnte Nordkorea an den ersten WM-Turnieren nicht teilnehmen. Aber auch 1962 nahm Nordkorea noch nicht teil.

### Weltmeisterschaft 1966
Vor Beginn der Qualifikation für die WM in England zogen 15 afrikanische Mannschaften und Südkorea ihre Meldung zurück, da den afrikanischen, asiatischen und ozeanischen Mannschaften nur ein Startplatz zugestanden wurde. Einzig Nordkorea und Australien traten zur Qualifikation an. Beide spielten zweimal in der kambodschanischen Hauptstadt Phnom Penh gegeneinander. Nordkorea gewann beide Spiele (6:1 und 3:1) und qualifizierte sich damit erstmals für die WM-Endrunde. Die beiden Spiele gegen Australien waren die ersten A-Länderspiele Nordkoreas überhaupt.
In England wurde Nordkorea der Gruppe mit Vizeeuropameister UdSSR, Ex-Weltmeister Italien und Chile zugelost und galt als Außenseiter. Da das Vereinigte Königreich keine diplomatischen Beziehungen zu Nordkorea unterhielt und das Spielen der nordkoreanischen Hymne verweigerte, beschloss die FIFA, auf sämtliche Nationalhymnen während des Turniers zu verzichten. Nur das Finale war von dieser Sonderregelung ausgeschlossen. In ihrem ersten WM-Spiel unterlagen die Nordkoreaner der UdSSR mit 0:3. Im zweiten Spiel gegen Chile, vor der Minuskulisse von 13.792 Zuschauern, lagen sie bis zur 88. Minute mit 0:1 zurück. Dann erzielte Pak Seung-zin das erste Tor für eine asiatische Mannschaft und holte damit den ersten Punkt bei einer WM für eine asiatische Mannschaft. Weil im Parallelspiel Italien, das zuvor Chile geschlagen hatte, gegen die UdSSR verlor, mussten die Italiener im letzten Spiel gegen die Nordkoreaner mindestens unentschieden spielen, um das Viertelfinale zu erreichen. Da 1963, 1964 und 1965 die Mailänder Vereine Inter und AC den Europapokal der Landesmeister gewonnen hatten und Spieler dieser Mannschaften den Kern des Nationalteams bildeten, galt Italien als Favorit. Nordkorea ging aber in der 41. Minute durch ein Tor von Pak Doo-ik in Führung und verteidigte diese bis zum Ende, womit erstmals eine asiatische Mannschaft ein WM-Spiel gewann. Weil im Parallelspiel Chile gegen die UdSSR verlor, wurde Nordkorea Gruppenzweiter und erreichte das Viertelfinale. Hier traf die Mannschaft auf den WM-Neuling Portugal, der in seiner Gruppe Titelverteidiger Brasilien ausgeschaltet hatte und daher als Favorit galt. Nach 24 Minuten führte Nordkorea aber mit 3:0 und alles sah nach einer erneuten Überraschung aus. Dann konnte aber der spätere WM-Torschützenkönig Eusébio mit vier Toren, davon zwei Elfmeter, das Spiel drehen und am Ende machte José Augusto mit dem 5:3 das Ausscheiden Nordkoreas perfekt. Portugal unterlag dann zwar im Halbfinale gegen Gastgeber England, konnte aber Dritter werden. Nordkorea verabschiedete sich für 44 Jahre von der WM-Bühne.

### Weltmeisterschaft 1970
In der Qualifikation für die WM in Mexiko sollte Nordkorea in einer Dreiergruppe mit Israel und Neuseeland spielen, weigerte sich aber, in Israel anzutreten, und wurde daher von der FIFA disqualifiziert. Israel setzte sich zunächst gegen Neuseeland durch und anschließend gegen Australien und qualifizierte sich damit zum bisher einzigen Mal für die WM-Endrunde.

### Weltmeisterschaft 1974
Für die erste WM in Deutschland hatte sich Nordkorea zu spät angemeldet, wurde aber da Indien zurückzog, zwei Jahre nach Meldeschluss dennoch zugelassen und musste in der Qualifikation gegen den Iran, Syrien und Kuwait antreten. Alle Spiele fanden in Teheran statt und mit nur einem Sieg gegen Syrien, drei Remis und zwei Niederlagen belegten die Nordkoreaner nur den dritten Platz und schieden damit aus. Gruppensieger Iran verlor dann in der nächsten Runde gegen Australien, dass sich danach auch gegen Südkorea durchsetzen und zum ersten Mal für die WM qualifizieren konnte.

### Weltmeisterschaft 1978
In der ersten Qualifikationsrunde sollte Nordkorea in der Ostasien-Gruppe mit Südkorea, Israel und Japan antreten, verzichtete aber auf die Teilnahme. Südkorea gewann die Ostasien-Gruppe und wurde Zweiter in der finalen Asien-Gruppe der fünf Gruppensieger hinter dem Iran, dem einzigen Asien-Vertreter der WM-Endrunde 1978 in Argentinien.

### Weltmeisterschaft 1982
Zur WM in Spanien war das Teilnehmerfeld auf 24 Mannschaften erhöht worden und die Mannschaften aus Asien und Ozeanien erhielten nun zwei Startplätze. Nordkorea musste zunächst in einem Einteilungsspiel gegen Macau antreten und gewann mit 3:0. In der anschließenden Zwischenrunde mit Hongkong und Singapur wurde Nordkorea Gruppensieger und traf dann im Halbfinale auf Japan und gewann mit 1:0. Im Finale unterlagen die Nordkoreaner dann China mit 2:4 nach Verlängerung. China scheiterte dann aber in der letzten Runde an Kuwait und Neuseeland, die sich erstmals qualifizierten.

### Weltmeisterschaft 1986
In der Qualifikation für die zweite WM in Mexiko spielten West- und Ostasien je einen Startplatz aus. Nordkorea konnte sich in der ersten Runde aber nicht gegen Japan durchsetzen und schied damit vorzeitig aus, da nur das Heimspiel gegen den anderen Gruppengegner Singapur gewonnen wurde. Japan konnte sich aber ebenfalls nicht qualifizieren, da die Mannschaft im Ostasienfinale Südkorea unterlag, das sich damit erstmals nach 1954 wieder qualifizieren konnte und seitdem immer dabei ist.

### Weltmeisterschaft 1990
In der Qualifikation für die zweite WM in Italien konnte sich Nordkorea zunächst in der 1. Gruppenphase gegen Japan, Indonesien und Hongkong durchsetzen. In der finalen Gruppenphase belegte Nordkorea aber hinter Südkorea, den Vereinigten Arabischen Emiraten, die sich damit zum bisher einzigen Mal qualifizierten, Katar, China und Saudi-Arabien nur den letzten Platz.

### Weltmeisterschaft 1994
In der Qualifikation für die WM in den USA konnte sich Nordkorea in der 1. Runde bei Turnieren in Katar und Singapur als Gruppensieger gegen Katar, Singapur, Indonesien und Vietnam durchsetzen. Beim Finalturnier in Doha mit Saudi-Arabien, das sich damit erstmals qualifizierte, Südkorea, Japan, dem Irak und dem Iran belegte Nordkorea wieder nur den letzten Platz.

### Weltmeisterschaft 1998
An der Qualifikation für die zweite WM in Frankreich nahm Nordkorea nicht teil. Aus der AFC-Zone qualifizierten sich Südkorea, Saudi-Arabien, Japan und der Iran.

### Weltmeisterschaft 2002
Auch an der Qualifikation für die erste WM in Asien, die in Japan und Südkorea ausgetragen wurde, nahm Nordkorea nicht teil. Neben den beiden Gastgebern qualifizierten sich China und Saudi-Arabien für die WM-Endrunde 2002.

### Weltmeisterschaft 2006
In der Qualifikation für die zweite WM in Deutschland war Nordkorea per Freilos direkt für die erste Hauptrunde qualifiziert. Dort konnte sich Nordkorea in der Gruppe 5 der Asien-Zone gegen die Vereinigten Arabischen Emirate, Thailand und den Jemen als Gruppensieger durchsetzen. In der zweiten Gruppenphase ging es gegen Japan, den Iran und Bahrain. Nordkorea konnte nur das letzte Spiel gegen Bahrain gewinnen, verlor aber alle anderen Spiele und schied als Gruppenletzter aus. Aus der AFC-Zone qualifizierten sich Japan, Iran, Saudi-Arabien und Südkorea für die WM-Endrunde in Deutschland.

### Weltmeisterschaft 2010

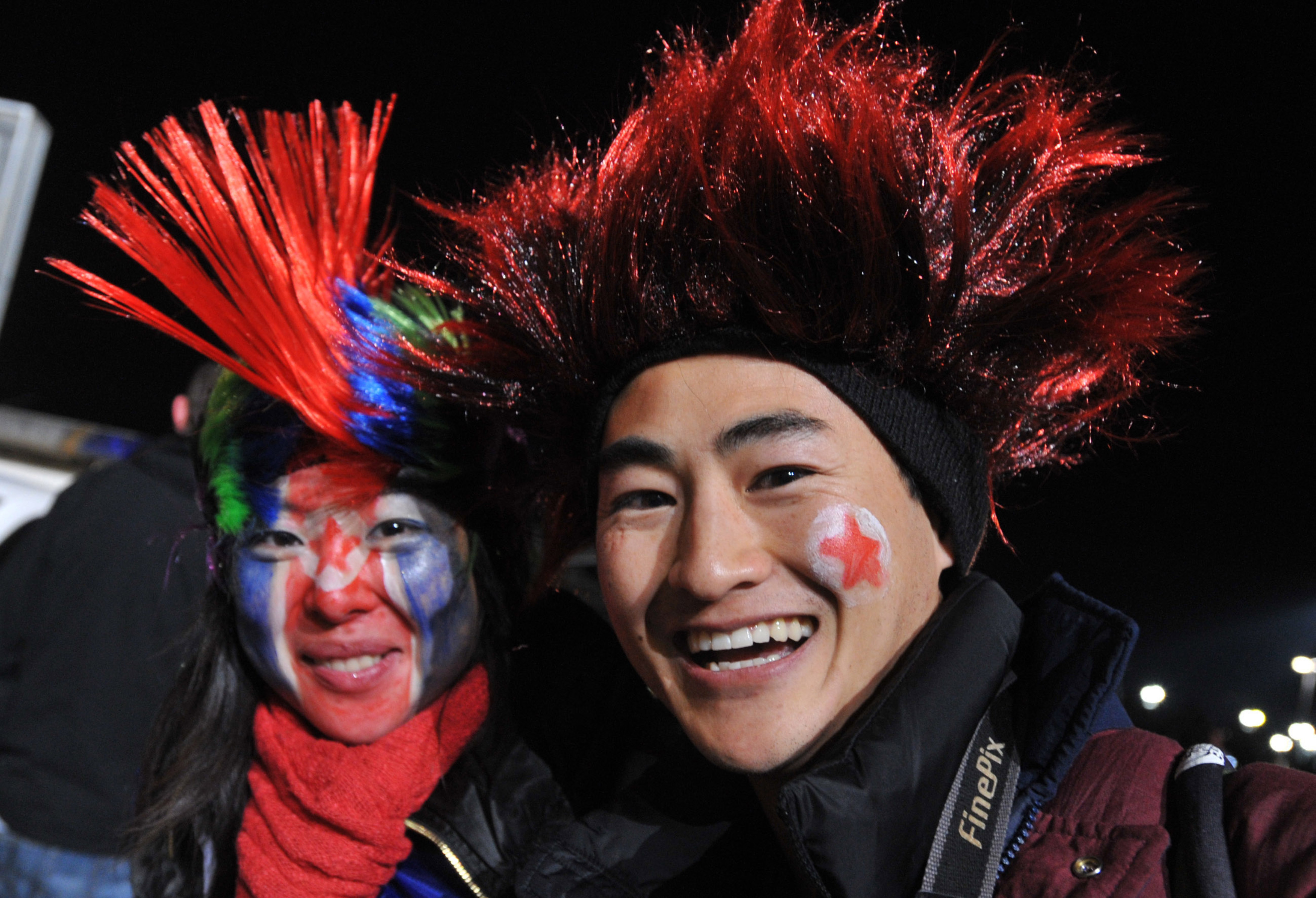
Nordkoreanische Fans beim Spiel gegen Brasilien

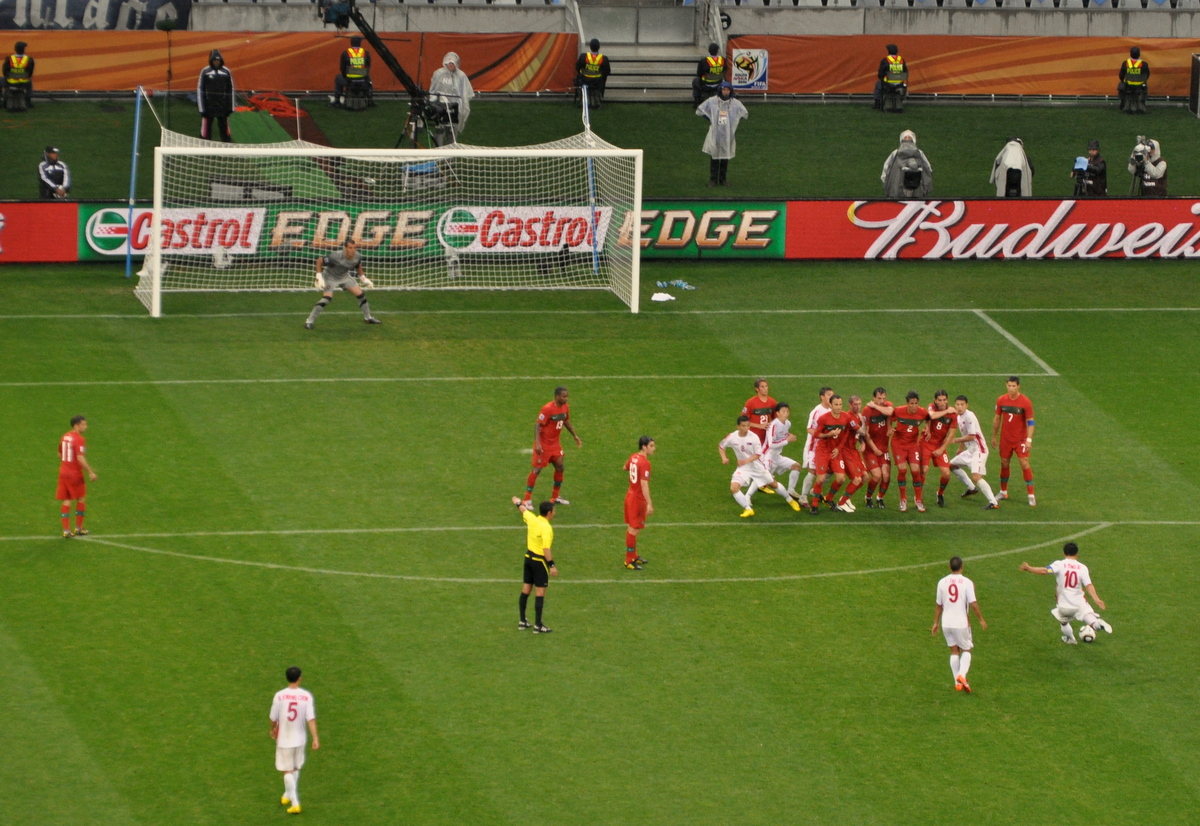
Szene aus dem Spiel gegen Portugal

In der Qualifikation für die erste WM in Afrika musste Nordkorea in der ersten Runde gegen die Mongolei antreten und qualifizierte sich mit zwei Siegen (4:1 und 5:1) direkt für die dritte Runde. In der Gruppe 5 der Asien-Zone traf Nordkorea auf Südkorea, Jordanien und Turkmenistan. Nordkorea gelang zusammen mit Südkorea der Einzug in die nächste Runde. Dort konnte sich Südkorea als Gruppensieger für die WM in Südafrika qualifizieren. Nordkorea wurde Zweiter und qualifizierte sich nach 44 Jahren ebenfalls für die WM und damit zum bisher einzigen Mal beide koreanischen Mannschaften. Weitere Gruppengegner waren Saudi-Arabien, Iran und die Vereinigten Arabischen Emirate. Neben Nord- und Südkorea qualifizierten sich aus der AFC-Zone auch Japan und Australien für die WM-Endrunde in Südafrika.
In Südafrika traf Nordkorea im ersten Spiel auf Rekordweltmeister Brasilien und unterlag mit 1:2, was als Achtungserfolg galt. Im zweiten Spiel gegen Portugal, das als erstes WM-Spiel aufgrund des vorherigen Spiels direkt im nordkoreanischen Fernsehen gezeigt wurde, wurde mit 0:7 verloren, der höchsten Niederlage der nordkoreanischen Mannschaft überhaupt. Im letzten, für Nordkorea bedeutungslosen Spiel gegen die Elfenbeinküste wurde mit 0:3 verloren. Der Elfenbeinküste nützte der Sieg aber auch nichts, da sich Portugal und Brasilien im Parallelspiel mit 0:0 trennten. Damit verabschiedete sich Nordkorea wieder für mindestens zwölf Jahre von der WM-Bühne.

### Weltmeisterschaft 2014
In der Qualifikation für die zweite WM in Brasilien kam Nordkorea aufgrund der Teilnahme an der vorherigen WM als gesetztes Team direkt in die dritte Runde. In Gruppe C wurde hinter Usbekistan und Japan aber nur der dritte Platz belegt und nur Tadschikistan hinter sich gelassen. Damit wurde die vierte Runde verpasst. Aus der AFC-Zone qualifizierten sich der Iran, Südkorea, Japan und Australien für die WM-Endrunde in Brasilien.

### Weltmeisterschaft 2018
In der Qualifikation musste die Mannschaft erst in der zweiten Runde eingreifen und traf dabei auf Bahrain, den Jemen, die Philippinen und Usbekistan. Nordkorea startete mit vier Siegen und einem Remis, womit die Mannschaft vor den letzten drei Spielen auf dem ersten Platz lag. Letztlich verlor man den ersten Platz noch an Usbekistan und verpasste das Weiterkommen als fünftbester Gruppenzweiter knapp.

### Weltmeisterschaft 2022
Nordkorea musste erst in der zweiten Runde der Qualifikation antreten. Gegner waren der Libanon, Sri Lanka, Südkorea und Turkmenistan. Die Qualifikation begann für die Nordkoreaner mit zwei Siegen, zwei Remis und einer Niederlage im Herbst 2019. Aufgrund der COVID-19-Pandemie fanden im Jahr 2020 keine Spiele statt. Im März 2021 sollte die Qualifikation dann fortgesetzt werden. Nordkorea zog sich im Mai 2021 von der Qualifikation zurück. Die FIFA annullierte daraufhin die bis dahin ausgetragenen Spiele.

### Weltmeisterschaft 2026
Für die erste WM in drei Ländern – Kanada, Mexiko und den USA – wurde die Zahl der Teilnehmer auf 48 erhöht und den asiatischen Mannschaften drei feste Plätze mehr zugestanden, so dass sich nun acht AFC-Mitglieder direkt qualifizieren können. Eine weitere asiatische Mannschaft nimmt am WM-Play-off-Turnier im März 2026 teil. Nordkorea, das seit dem Rückzug von der letzten Qualifikation keine Spiele bestritten hatte, musste erst in der zweiten Runde in die Qualifikation einsteigen und traf dort zwischen November 2023 und Juni 2024 in Hin- und Rückspielen auf Japan, Myanmar und Syrien. Gegen Myanmar ist die Bilanz positiv, gegen Syrien ausgeglichen und gegen Japan negativ. Daran änderte auch die Qualifikation nichts, denn gegen Myanmar wurden beide Spiele gewonnen, gegen Syrien wurde das Heimspiel mit 1:0 und das Spiel auf neutralem Platz mit 0:1 verloren wie auch das Spiel in Japan. Der nordkoreanische Verband verweigerte die Austragung des für den 26. März 2024 geplanten Heimspiels gegen Japan „aus Sorge vor einer möglichen Ausbreitung von Infektionskrankheiten“. Da das Spiel nicht nachgeholt werden konnte, wertete das FIFA-Disziplinarkommittee das Spiel mit einem 3:0-Sieg für Japan. Als Gruppenzweite qualifizierten sich die Nordkoreaner aber für die dritte Runde. In dieser konnten sie kein Spiel gewinnen und nur durch drei Remis Punkte gewinnen. So wurden sie Gruppenletzte hinter dem Iran, Usbekistan, das sich als Gruppenzweiter erstmals für die WM-Endrunde qualizierte, den Vereinigten Arabischen Emiraten, Katar und Kirgisistan. Die Nordkoreaner trugen drei ihrer eigentlichen Heimpiele im laotischen Vientiane und zwei im saudischen Riad aus.

## Spieler

### Rangliste der nordkoreanischen WM-Spieler mit den meisten Einsätzen
01. Han Bong-zin, Im Seung-hwi, Lee Chang-myung, Lim Zoong-sun, Pak Doo-ik, Pak Seung-zin und Shin Yung-kyoo – je 4 bei einem Turnier

### Rangliste der nordkoreanischen WM-Spieler mit den meisten WM-Toren
01. Pak Seung-zin – 2 Tore
03. Li Dong-woon, Pak Doo-ik, Yang Seung-kook und Ji Yun-nam – je 1 Tor

### WM-Kapitäne
- 1966: Pak Seung-zin
- 2010: Hong Yong-jo

### Anteil der im Ausland spielenden Spieler im WM-Kader
| Jahr (Spiele) | Anzahl (Länder)            | Spieler (Einsätze)                                    |
| ------------- | -------------------------- | ----------------------------------------------------- |
| 1966 (4)      | 0                          |                                                       |
| 2010 (3)      | 3 (2 in Japan, 1 Russland) | Ahn Young-haki (3), Jong Tae-se (3); Hong Yong-jo (3) |

### Bei Weltmeisterschaften gesperrte Spieler
Bei den beiden Teilnahmen wurde kein nordkoreanischer Spieler gesperrt.

## Spiele
Nordkorea bestritt bisher sieben WM-Spiele. Davon wurde eins gewonnen, fünf verloren und eins endete unentschieden. Nordkorea traf nie auf einen Gastgeber, Titelverteidiger und den späteren Weltmeister. Einmal traf Nordkorea auf einen Neuling: 1966, als man selber Neuling war, auf Portugal. Portugal ist auch häufigster Gegner mit zwei Spielen.
| Alle WM-Spiele |            |                |          |                |                     |                                                                                                |
| Nr.            | Datum      | Gegner         | Ergebnis | Austragungsort | Anlass              | Bemerkungen                                                                                    |
| 1.             | 12.07.1966 | Sowjetunion    | 0:3      | Vorrunde       | Middlesbrough (ENG) | Erstes Länderspiel gegen die Sowjetunion, erstes Länderspiel außerhalb Asiens                  |
| 2.             | 15.07.1966 | Chile          | 1:1      | Vorrunde       | Middlesbrough (ENG) | Erstes Länderspiel gegen Chile, erster Punkt für eine asiatische Mannschaft in einem WM-Spiel  |
| 3.             | 19.07.1966 | Italien        | 1:0      | Vorrunde       | Middlesbrough (ENG) | Erstes Länderspiel gegen Italien, erster Sieg für eine asiatische Mannschaft in einem WM-Spiel |
| 4.             | 23.07.1966 | Portugal       | 3:5      | Viertelfinale  | Liverpool (ENG)     | Erstes Länderspiel gegen Portugal                                                              |
| 5.             | 15.06.2010 | Brasilien      | 1:2      | Vorrunde       | Johannesburg (ZAF)  | Erstes Länderspiel gegen Brasilien                                                             |
| 6.             | 21.06.2010 | Portugal       | 0:7      | Vorrunde       | Kapstadt (ZAF)      |                                                                                                |
| 7.             | 25.06.2010 | Elfenbeinküste | 0:3      | Vorrunde       | Nelspruit (ZAF)     | Erstes Länderspiel gegen die Elfenbeinküste                                                    |

Der einzige Sieg in einem WM-Spiel ist auch der höchste der nordkoreanischen Mannschaft gegen Italien.
Gegen folgende Länder kassierte die nordkoreanische Mannschaft ihre höchsten Niederlagen bei WM-Turnieren:
- Brasilien: Vorrunde 2010 - 1:2 (einziges Spiel gegen Brasilien)
- Elfenbeinküste: Vorrunde 2010 - 0:3 (einziges Spiel gegen die Elfenbeinküste)
- Portugal: Vorrunde 2010 - 0:7 (höchste Niederlage)
- Sowjetunion: Vorrunde 1966 - 0:3 (einziges Spiel gegen die UdSSR)

## Rekorde
- Ein Nordkoreaner erzielte ein Jubiläumstor: Pak Seung-zin am 15. Juli 1966 mit dem 1:1-Endstand gegen Chile das 700. WM-Tor.

## Negativrekorde
- Schlechteste Mannschaft beim WM-Turnier 2010: 3 Niederlagen 1:12 Tore.